# Chiesa di Santa Maria di Gesù (Ragusa)
La chiesa di Santa Maria del Gesù è una chiesa conventuale seicentesca di Ragusa.

## Storia
Fu edificata dall'Ordine dei frati minori riformati detti zoccolanti a partire dal 1636, in una zona di forte pendenza, vicino ad una delle porte cittadine (Porta dei Saccari oggi Porta Walter) e riutilizzando i materiali del castello di Ragusa ormai abbandonato. Il complesso, sorto vicino ad una sorgente contempla una capace cisterna. 
Il convento che la comprende si eleva su quattro livelli e la chiesa si colloca tra il terzo ed il quarto piano.
L'edificio fu gravemente danneggiato dal terremoto del 1693, e ricostruito nei primi decenni del Settecento.

## Architetture
La facciata è della forma "a capanna", delimitata da paraste con bugne e con un piccolo campanile. Il portale è inquadrato da due semicolonne con fusti scanalati a spirale, che sostengono un timpano spezzato con al centro uno scudo sorretto da due angeli, sul quale è raffigurata l'immagine della Madonna col Bambino.

### Interno
Impianto a navata unica ricca di stucchi e decorazioni realizzati nel 1733 da Raimondo Viccione da Vizzini. L'interno contempla sette altari, i monumenti funebri in marmo intarsiato di don Vincenzo Campolo e del fratello Girolamo. Affreschi sull'arco trionfale, sulla volta del presbiterio, nel catino absidale, opere realizzate dal ragusano Matteo Battaglia, raffiguranti un sipario monumentale che svela un grandioso tempio. All'interno di questa scena si apre una finestra rettangolare che dall'aula consente la vista del coro sopraelevato.
Parete destra:
- Altare di Sant'Antonio.
  - Confessionale.
- Altare della Sacra Famiglia. Dipinto raffigurante la Sacra Famiglia con Sant'Anna e San Gioacchino.

Parete sinistra:
- Altare di San Francesco. Sulla parete un dipinto raffigurante San Francesco. 
  - Confessionale sormontato dal dipinto raffigurante San Sebastiano, opera di Giovanni del Prado.
- Altare del Sacro Cuore. Statua al Cuore di Gesù.
  - Pulpito ligneo.

La cappella maggiore delimitata da arco affrescato con drappeggi, ospita la statua della Madonna di Lourdes e due busti dei baroni Campolo, nobili che molto dedicarono alla fondazione e al mantenimento della chiesa e dell'annesso convento.   
Tutti gli arredi superstiti sono stati spostati nella chiesa di San Giorgio, tra di essi un Cristo nell'urna, scultura in legno di Corrado Leone padre del 1880 - 1889 aiutato da Nunzio Lissandrello intagliatore dell'urna e Michele Leone di Corrado, indoratore.

## Convento
Costruito su più piani per sopperire alla difficile posizione affiancata al costone della montagna. Nel livello più alto erano ospitate le celle dei frati, al terzo il refettorio, le cucine, il chiostro e gli altri locali comuni, e nei livelli più bassi le terrazze per la coltivazione di agrumi e olivi e i magazzini. Particolare è il chiostro con pavimento coperto da ciottoli di fiume.   
Abbandonato dai religiosi dopo l'entrata in vigore delle leggi eversive, confiscato e passato nelle mani del demanio nel 1867, vi furono trasferite scuole e uffici pubblici. 
Da alcuni anni tutto il complesso è in fase di restauro per la destinazione a sede del Nuovo Museo Archeologico Ibleo.

## Galleria d'immagini

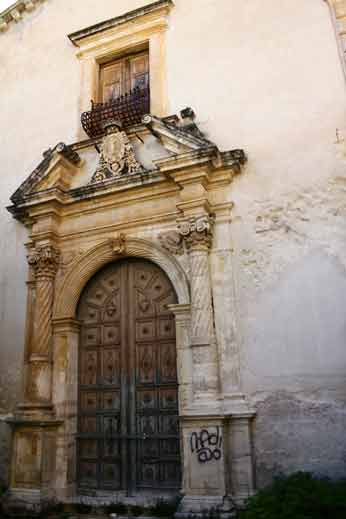
Facciata
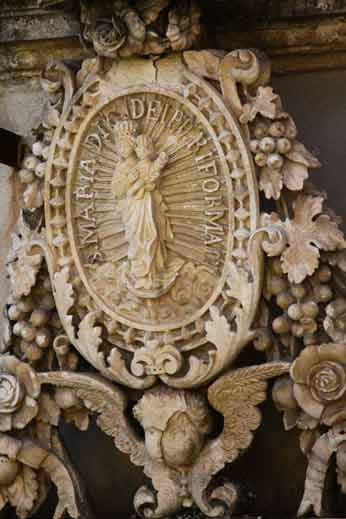
Particolare
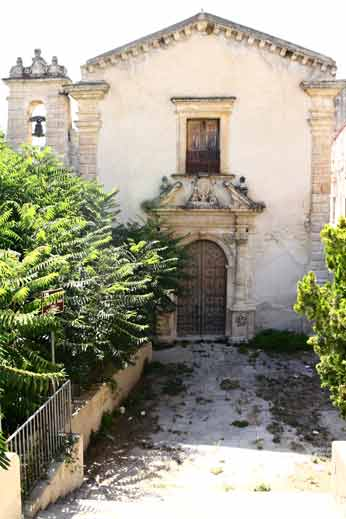
Facciata